# Praženje (metalurgija)
Praženje (tudi žganje) je eksotermni postopek pri predelavi nekaterih rud, kjer se segreva sulfidno rudo v prisotnosti kisika. Proces vključuje reakcije med plinom in trdnimi snovmi, kot so oksidacija, redukcija, kloriranje, sulfiranje ter pirohidroliza, ruda ali njen koncentrat pa je pri teh postopkih obdelan pri povišanih temperaturah z namenom očiščenja kovinske komponente rude. Rudo se običajno pred žganjem delno očisti s postopkom flotacije s peno. Za lažji potek se koncentrat meša z drugimi materiali. Med žganjem sulfidnih rud se sulfid pretvori v oksid, žveplo pa se izloči v plinskem žveplovemu dioksidu, ta pa se pogosto uporabi za proizvodnjo žveplove kisline. Pri avtogenem žganju žveplo v rudi postane gorivo za nadaljnji postopek. Praženje močno onesnažuje okolico.